# Lionel Butler
Lionel Butler est un ancien boxeur professionnel américain né le 25 juillet 1967 qui a exercé de 1989 à 2010. Il est surtout connu pour son combat de 1995 contre Lennox Lewis, mais il a également affronté les champions du monde Tony Tubbs, James Smith, Chris Byrd et Oliver McCall. Bien qu'il n'ait jamais détenu ou défendu un titre mondial de l'un des quatre principaux organismes de sanction (WBC, IBF, WBA, WBO) en dehors de son combat éliminatoire contre Lewis, il a remporté le titre IBO vacant des poids lourds en 1993 et a défié sans succès Brian Nielsen en 1998 pour reprendre le titre.

## Carrière professionnelle
| 51 combats           | 32 victoires | 17 défaites |
| Avant la limite      | 25           | 8           |
| Sur décision         | 6            | 6           |
| Par disqualification | 1            | 3           |
| Match nul            | 1            | 1           |
| Match sans décision  | 1            | 1           |

### Débuts difficiles
Butler fait ses débuts professionnels le 24 février 1989 dans une défaite face à Phil Jackson. Lors de son deuxième combat, il est battu au second round par le futur champion incontesté des poids lourds, Riddick Bowe, le 6 mars de la même année. Le mois suivant, Butler remporte sa première victoire contre Michael Carroll. Butler a connu des difficultés au début de sa carrière, avec un bilan de 6 victoires contre 10 défaites et 1 match nul lors de ses 17 premiers combats.

### Enchainement de victoires
En 1991, il enchaine trois KO consécutifs au premier round suivis par 13 autres victoires avant la limite entre 1992 et 1994 (une victoire fut plus tard transformée en non-contest après que Butler échoua à un test de dépistage de drogue). Au cours de sa série de 16 combats sans défaite, Butler a remporté des succès sur des combattants tels que les anciens champions poids lourds de la WBA, Tony Tubbs (que Butler a battu en moins d'un round) et James « Bonecrusher » Smith, tout en remportant également le titre des poids lourds IBO le 23 février 1993 après une victoire sur Tony Willis. 

### Fin de carrière
Le succès de Butler a été interrompu en 1993 lorsqu'un test positif à la marijuana lui a valu une suspension de six mois. Il a ensuite été déchu de son titre. Butler a rebondi et en 1995, désormais classé numéro deux des poids lourds par la WBC, il affronte Lennox Lewis, qui avait récemment perdu son titre contre Oliver McCall. Il apparait cependant hors de forme à 261 livres (118 kg) et est battu par Lewis au cinquième round. À la suite de cette défaite, Butler n'a jamais été tout à fait en mesure de retrouver le niveau atteint entre 1991 et 1994. Il remporte le titre mineur des poids lourds de la World Boxing Federation le 23 janvier 1997 après avoir battu Marcos Gonzalez par KO au premier tour mais perd ensuite face aux prometteurs Chris Byrd et Michael Grant. En 1998, il défie le boxeur Danois invaincu Brian Nielsen pour le titre IBO des poids lourds mais est mis hors de combat dès le premier tour. Butler prend alors une pause de trois ans dans la boxe avant de revenir en janvier 2002. Il remporte les quatre premiers combats suivant son retour avant de s'incliner face à Andre Purlette au deuxième round. Butler quitte à nouveau la boxe après cette défaite puis effectue un autre retour en 2009 ponctué par 1 victoire et 2 défaites. Il prend définitivement sa retraite sportive après sa défaite contre Damian Wills le 12 juin 2010.

## Liste des combats professionnels
| No. | Résultat  | Record      | Adversaire          | Type | Round, time  | Date              | Lieu                                      | Notes                                                                                             |
| --- | --------- | ----------- | ------------------- | ---- | ------------ | ----------------- | ----------------------------------------- | ------------------------------------------------------------------------------------------------- |
| 51  | Défaite   | 32–17–1 (1) | Damian Wills        | UD   | 10           | 12 Juin 2010      | Hollywood Palladium, Hollywood            |                                                                                                   |
| 50  | Défaite   | 32–16–1 (1) | Andrey Fedosov      | KO   | 2 (8), 2:37  | 8 Janvier 2010    | Civic Auditorium, Glendale                |                                                                                                   |
| 49  | Victoire  | 32–15–1 (1) | Fred Kassi          | SD   | 6            | 10 Septembre 2009 | San Manuel Indian Casino, Highland        |                                                                                                   |
| 48  | Défaite   | 31–15–1 (1) | Andre Purlette      | TKO  | 2 (10), 1:53 | 9 Septembre 2003  | Level Nightclub, Miami                    |                                                                                                   |
| 47  | Victoire  | 31–14–1 (1) | Dan Ward            | TKO  | 3 (6)        | 30 Août 2003      | Sam's Town Casino, Tunica                 |                                                                                                   |
| 46  | Victoire  | 30–14–1 (1) | John Dixon          | KO   | 2 (6), 1:27  | 18 Juillet 2003   | Argosy Casino Atrium, Baton Rouge         |                                                                                                   |
| 45  | Victoire  | 29–14–1 (1) | Willie Driver       | KO   | 3 (6)        | 2 Février 2002    | Grand Casino, Gulfport                    |                                                                                                   |
| 44  | Victoire  | 28–14–1 (1) | Craig Brinson       | UD   | 4            | 23 Janvier 2002   | Caesars Indiana, Bridgeport, Indiana      |                                                                                                   |
| 43  | Défaite   | 27–14–1 (1) | Brian Nielsen       | KO   | 1 (12), 2:37 | 6 Novembre 1998   | K.B. Hallen, Copenhague                   | Combat pour le titre IBO des poids lourds.                                                        |
| 42  | Victoire  | 27–13–1 (1) | Cleveland Woods     | TKO  | 9 (10), 2:09 | 28 Octobre 1997   | Orleans Hotel & Casino, Las Vegas         |                                                                                                   |
| 41  | Défaite   | 26–13–1 (1) | Michael Grant       | DQ   | 4 (10), 0:38 | 19 Avril 1997     | Las Vegas Hilton, Las Vegas               | Butler est disqualifié après des chocs de têtes répétitifs.                                       |
| 40  | Victoire  | 26–12–1 (1) | Marcos Gonzalez     | KO   | 1 (12), 2:36 | 23 Janvier 1997   | Country Club, Reseda                      | Remporte le titre vacant WBF des poids lourds.                                                    |
| 39  | Victoire  | 25–12–1 (1) | Bomani Parker       | KO   | 1 (10), 3:00 | 21 Novembre 1996  | Country Club, Reseda                      |                                                                                                   |
| 38  | Victoire  | 24–12–1 (1) | Salvador Maciel     | TKO  | 1 (10), 0:55 | 17 Octobre 1996   | Olympic Auditorium, Los Angeles           |                                                                                                   |
| 37  | Défaite   | 23–12–1 (1) | Chris Byrd          | TKO  | 8 (10), 0:57 | 23 Avril, 1996    | The Palace, Auburn Hills                  |                                                                                                   |
| 36  | Victoire  | 23–11–1 (1) | Mauricio Villegas   | TKO  | 2 (10), 2:11 | 18 Mars 1996      | County Coliseum, El Paso                  |                                                                                                   |
| 35  | Défaite   | 22–11–1 (1) | Lennox Lewis        | TKO  | 5 (12), 2:55 | 13 Mai 1995       | ARCO Arena, Sacramento                    | Combat éliminatoire pour le titre WBC des poids lourds.                                           |
| 34  | Victoire  | 22–10–1 (1) | James Flowers       | TKO  | 1 (10), 1:53 | 1 Mars 1995       | Memorial Auditorium, Fort Lauderdale      |                                                                                                   |
| 33  | NC        | 21–10–1 (1) | Eric Curry          | TKO  | 3 (10), 3:00 | 26 Avril 1994     | The Palace, Auburn Hills                  | Victoire changée en un no-contest après un contrôle antidopage positif.                           |
| 32  | Victoire  | 21–10–1     | Jerry Jones         | RTD  | 1 (10), 3:00 | 8 Février 1994    | Country Club, Reseda                      | Jones était dans l'impossibilité de continuer à la suite d'une coupure au dessus de l'oeil droit. |
| 31  | Victoire  | 20–10–1     | James Smith         | TKO  | 3 (10), 2:19 | 18 Janvier 1994   | Civic Auditorium, Omaha                   |                                                                                                   |
| 30  | Victoire  | 19–10–1     | Lawrence Carter     | TKO  | 1 (10) 2:39  | 16 Novembre 1993  | Casino Magic, Bay St. Louis               |                                                                                                   |
| 29  | Victoire  | 18–10–1     | Tim Bullock         | TKO  | 1 (?)        | 27 Mai 1993       | Biloxi                                    |                                                                                                   |
| 28  | Victoire  | 17–10–1     | Jesse Shelby        | TKO  | 4 (?)        | 4 Mai 1993        | McNichols Sports Arena, Denver            |                                                                                                   |
| 27  | Victoire  | 16–10–1     | Craig Payne         | RTD  | 7 (10), 3:00 | 26 Mars 1993      | Country Club, Reseda                      | Combat arrêté au 7e round après une blessure à l'oeil de Payne.                                   |
| 26  | Victoire  | 15–10–1     | Tony Willis         | TKO  | 5 (10), 2:15 | 23 Février 1993   | Country Club, Reseda                      | Remporte le titre vacant IBO des poids lourds.                                                    |
| 25  | Victoire  | 14–10–1     | John Morton         | TKO  | 5 (10), 2:43 | 4 Novembre 1992   | Country Club, Reseda                      |                                                                                                   |
| 24  | Victoire  | 13–10–1     | Tony Tubbs          | KO   | 1 (10), 3:00 | 18 Août 1992      | Bayfront Auditorium, Pensacola            |                                                                                                   |
| 23  | Victoire  | 12–10–1     | David Dixon         | DQ   | 4 (?)        | 11 Mai 1992       | Great Western Forum, Inglewood            | Dixon est disqualifié pour coups bas répétés.                                                     |
| 22  | Victoire  | 11–10–1     | Juan Ramon Perez    | KO   | 1 (?)        | 31 Mars 1992      | Country Club, Reseda                      |                                                                                                   |
| 21  | Victoire  | 10–10–1     | Sam Adkins          | TKO  | 5 (?)        | 25 Février 1992   | Country Club, Reseda                      |                                                                                                   |
| 20  | Victoire  | 9–10–1      | Terry Verners       | KO   | 1 (6)        | 17 Décembre 1991  | Country Club, Reseda                      |                                                                                                   |
| 19  | Victoire  | 8–10–1      | Dominic Parker      | KO   | 1 (6)        | 26 Novembre 1991  | Country Club, Reseda                      |                                                                                                   |
| 18  | Victoire  | 7–10–1      | Don Askew           | KO   | 1 (?)        | 29 Octobre 1991   | Country Club, Reseda                      |                                                                                                   |
| 17  | Défaite   | 6–10–1      | Kevin Ford          | SD   | 8            | 29 Avril 1991     | Great Western Forum, Inglewood            |                                                                                                   |
| 16  | Victoire  | 6–9–1       | James Ruffin        | KO   | 1 (?), 0:40  | 5 Février 1991    | Longhorn Club, Vinton                     |                                                                                                   |
| 15  | Défaite   | 5–9–1       | Terry Davis         | DQ   | 2 (?)        | 1 Février 1991    | Richmond                                  |                                                                                                   |
| 14  | Défaite   | 5–8–1       | Terry Davis         | DQ   | 5 (?)        | 14 Décembre 1990  | Brownsville                               |                                                                                                   |
| 13  | Défaite   | 5–7–1       | Oliver McCall       | SD   | 10           | 16 Juillet 1990   | Central Plaza Hotel, Oklahoma City        |                                                                                                   |
| 12  | Match nul | 5–6–1       | Sean McClain        | TD   | 1 (6), 1:07  | 10 Mai 1990       | Harrah's Tahoe, Lac Tahoe (Nevada)        | Verdict initial de disqualification de Butler en raison de coups bas répétés.                     |
| 11  | Victoire  | 5–6         | Vyacheslav Yakovlev | MD   | 6            | 12 Avril 1990     | Korakuen Hall, Tokyo                      |                                                                                                   |
| 10  | Défaite   | 4–6         | Craig Petersen      | UD   | 6            | 24 Mars 1990      | Fairgrounds Arena, Mobile                 |                                                                                                   |
| 9   | Victoire  | 4–5         | Tim Adams           | PTS  | 4            | 5 Mars 1990       | Fairgrounds Arena, Mobile                 |                                                                                                   |
| 8   | Défaite   | 3–5         | Sammy Speech        | UD   | 6            | 16 Février 1990   | Clarion Hotel Ballroom, Saint-Louis       |                                                                                                   |
| 7   | Victoire  | 3–4         | Jerry Goff          | TKO  | 2 (4)        | 25 Janvier 1990   | Municipal Auditorium, La Nouvelle-Orléans |                                                                                                   |
| 6   | Victoire  | 2–4         | Troy Jefferson      | UD   | 4            | 11 Janvier 1990   | La Nouvelle-Orléans                       |                                                                                                   |
| 5   | Défaite   | 1–4         | James Pritchard     | TKO  | 6            | 9 Décembre 1989   | Biloxi                                    |                                                                                                   |
| 4   | Défaite   | 1–3         | Cleveland Woods     | TKO  | 2 (4), 1:48  | 1 Août 1989       | Showboat Hotel & Casino, Las Vegas        |                                                                                                   |
| 3   | Victoire  | 1–2         | Michael Carroll     | UD   | 6            | 1 Avril 1989      | Biloxi                                    |                                                                                                   |
| 2   | Défaite   | 0–2         | Riddick Bowe        | TKO  | 2 (4), 1:55  | 6 Mars 1989       | Lawlor Events Center, Reno                |                                                                                                   |
| 1   | Défaite   | 0–1         | Phil Jackson        | PTS  | 4            | 24 Février 1989   | Biloxi                                    | Débuts professionnels                                                                             |